# Mesacanthoides sinuosus
Mesacanthoides sinuosus är en rundmaskart som beskrevs av Christian Wieser 1959. Mesacanthoides sinuosus ingår i släktet Mesacanthoides och familjen Enoplidae. Inga underarter finns listade i Catalogue of Life.